# Saab Aero-X
La Aero X è un prototipo di coupé sportiva a 2 posti sviluppato dalla casa automobilistica svedese Saab e presentato al Salone dell'automobile di Ginevra del 2006.

## Il contesto
Questa concept car è equipaggiata con un motore 2.8 V6 bi-turbo alimentato al 100% con bioetanolo che eroga una potenza di 400 CV e 500 Nm di coppia; è dotata di trazione integrale permanente e di un cambio sequenziale 7 marce a doppia frizione comandato da paddle al volante; il propulsore installato longitudinalmente dietro l'assale anteriore consente una distribuzione dei pesi sui due assi vicina al 50\50; il Saab Active Chassis, con doppi bracci oscillanti all'anteriore e multilink al posteriore, regola le sospensioni a seconda dello stile di guida e alle condizioni del manto stradale. Le prestazioni teoriche sono di 4,9 sec nell'accelerazione 0-100 km/h e di 250 km/h autolimitati come velocità massima.

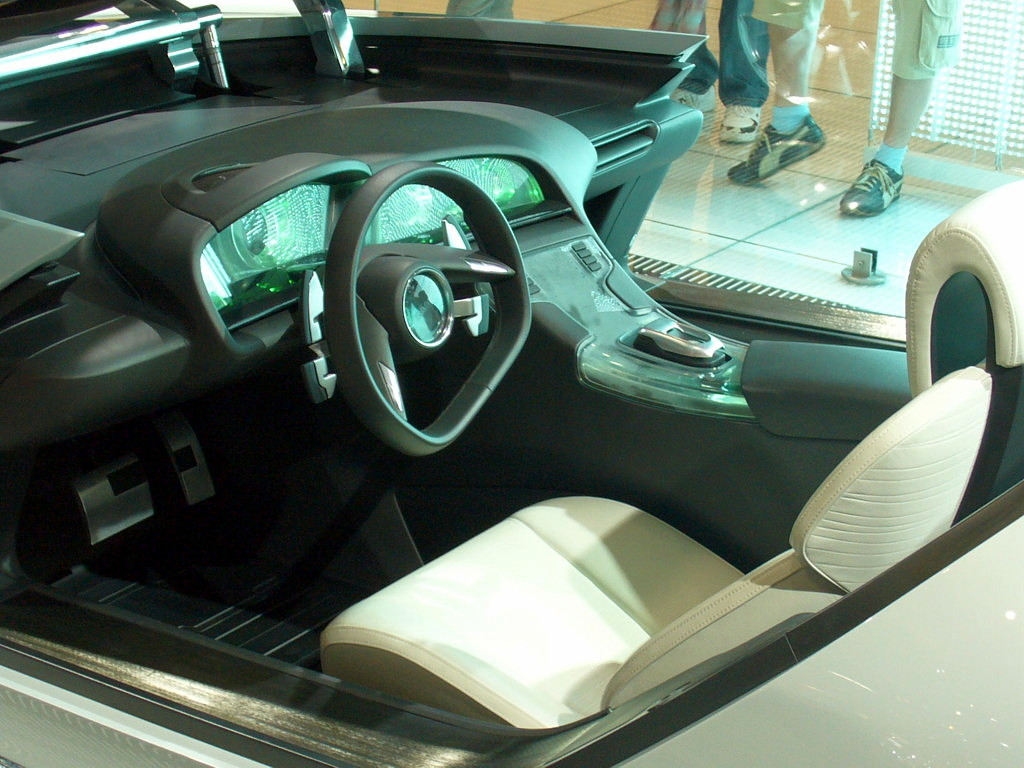
Abitacolo ed interni

Per quanto riguarda il design, esso trae ispirazione dalla tradizione aeronautica, ne sono un esempio il meccanismo di apertura del tetto (senza montanti e tutt'uno con il parabrezza) e delle portiere che emulano l'apertura della cabina di un jet; gli interni e la strumentazione ispirati al settore aeronautico con chiave tecnologica di avviamento centrale e con una rinnovata funzione Night Panel; cerchi di 22 pollici all'anteriore e 23 al posteriore il cui design, ispirato alle turbine, è progettato per garantire il raffreddamento dei dischi di 380 mm con pinze ad otto pistoncini. Il design della zona frontale è stato di ispirazione per i restyling e per i nuovi modelli della casa svedese.